# West Elkton
West Elkton és una població dels Estats Units a l'estat d'Ohio. Segons el cens del 2000 tenia 194 habitants.

## Demografia
Segons el cens del 2000, West Elkton tenia 194 habitants, 71 habitatges, i 50 famílies. La densitat de població era de 146,9 habitants per km².
Dels 71 habitatges en un 29,6% hi vivien nens de menys de 18 anys, en un 53,5% hi vivien parelles casades, en un 14,1% dones solteres, i en un 28,2% no eren unitats familiars. En el 25,4% dels habitatges hi vivien persones soles el 16,9% de les quals corresponia a persones de 65 anys o més que vivien soles. El nombre mitjà de persones vivint en cada habitatge era de 2,73 i el nombre mitjà de persones que vivien en cada família era de 3,2.
Per edats la població es repartia de la següent manera: un 28,9% tenia menys de 18 anys, un 7,2% entre 18 i 24, un 33% entre 25 i 44, un 19,1% de 45 a 60 i un 11,9% 65 anys o més.
L'edat mediana era de 34 anys. Per cada 100 dones de 18 o més anys hi havia 106 homes.
La renda mediana per habitatge era de 40.417 $ i la renda mediana per família de 38.333 $. Els homes tenien una renda mediana de 40.938 $ mentre que les dones 25.500 $. La renda per capita de la població era de 16.676 $. Aproximadament el 9,4% de les famílies i el 8,2% de la població estaven per davall del llindar de pobresa.

## Poblacions més properes
El següent diagrama mostra les poblacions més properes.